# Kościół św. Józefa Oblubieńca Najświętszej Maryi Panny w Puszczykowie
Kościół św. Józefa Oblubieńca Najświętszej Maryi Panny w Puszczykowie – dwupoziomowy rzymskokatolicki kościół parafialny w podpoznańskim Puszczykowie. Należy do dekanatu lubońskiego. Mieści się przy ulicy Dworcowej, sąsiadując ze stacją kolejową Puszczykówko.

## Historia

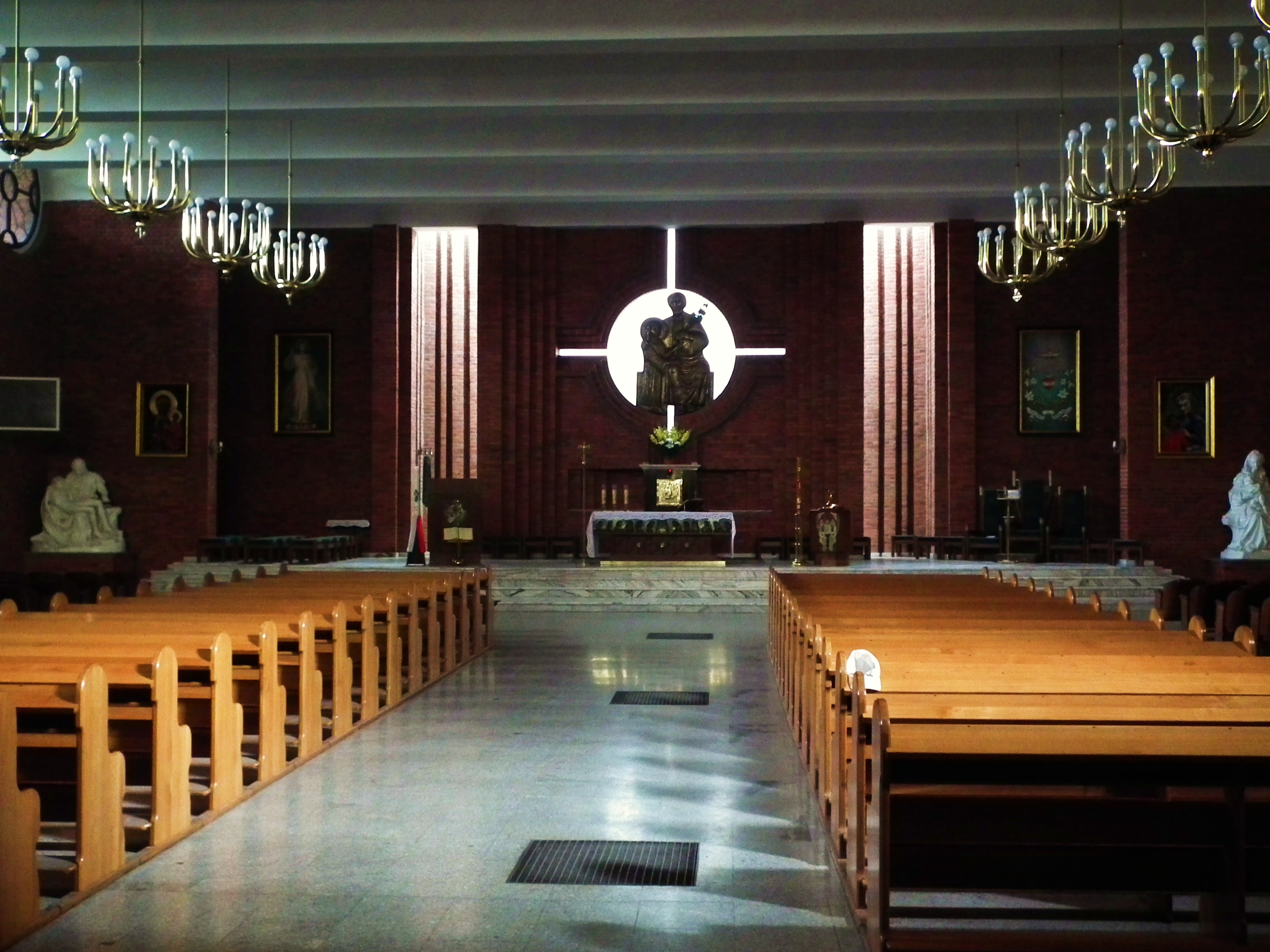
Wnętrze

Pierwsi przedstawiciele Zgromadzenia Ducha Świętego pod opieką Niepokalanego Serca Maryi Panny (tzw. Duchacze) przybyli do Puszczykowa w 1933 z Bydgoszczy. Po okresie eksmisji przez nazistów niemieckich, powrócili tu w 1947 (posiadali w mieście dom zakonny z kaplicą). Od 1966 rozpoczął działalność ośrodek duszpasterski (2700 wiernych). W 1981 ruszyły pierwsze prace budowlane przy kościele. 20 czerwca 1983 Jan Paweł II poświęcił w Poznaniu kościelny kamień węgielny. 24 grudnia tego samego roku w kościele dolnym (kaplica Matki Boskiej Częstochowskiej) odbyła się pierwsza msza (Pasterka). 15 lutego 1998 erygowano przy kościele parafię. 1 października 2000 arcybiskup Juliusz Paetz konsekrował świątynię. W latach 2009–2012 prowadzono intensywne prace wykończeniowe. 16 października 2012 sprowadzono do kościoła  relikwię I stopnia - krew Jana Pawła II. W 2013 wmurowano granitową tablicę z modlitwą Credo w ścianę zewnętrzną.

## Turystyka
Kościół jest punktem startowym Drogi Wierności – jednego z przyrodniczych szlaków pielgrzymkowo-turystycznych Rogalińskie Drogi, utworzonych z okazji 200-lecia kościoła pw. św. Marcelina w Rogalinie. Dla tego szlaku ornitolożka, Viktória Takács, napisała broszurę przyrodniczą pt. „W dolinie Warty – o ptakach i nie tylko”.